# Arsenal naval de Hiro
Pour les articles homonymes, voir Hiro.
L’Arsenal naval de Hiro (Hiro Kaigun Kosho, en abrégé Hirosho) est une usine aéronautique du complexe militaro-industriel japonais disparue. 
Au début des années 1920 la Marine impériale disposait de deux ateliers aéronautiques à Yokosuka et Sasebo, mais aux capacités limitées. L’Arsenal naval de Kure créa donc le 1er août 1920 un département aéronautique et, pour disposer de l’espace suffisant à son activité, créa un arsenal annexe 5 km au sud-ouest de Kure. La nouvelle usine fut achevée en octobre 1921 et en octobre 1923 se lança dans la production sous licence du Felixstowe F.5.  
Devenu en avril 1923 un établissement autonome, Hirosho a joué un rôle essentiel dans le développement de l’industrie aéronautique japonaise, passant de la construction bois à la construction métallique à revêtement travaillant sur des hydravions à coque. Après avoir développé un bombardier monoplan bimoteur entièrement métallique à aile médiane, le G2H1, l’arsenal transféra son savoir-faire à l’entreprise privée Mitsubishi au milieu des années 1930 et recentra ses activités sur l’entretien et la réparation des avions de la Marine impériale. Des annexes furent même constituées à Ohita et Maizuru. 
Durant la guerre Hiro produira sous licence des Yokosuka B3Y (en), Nakajima B5N, Aichi E13A, Yokosuka D4Y Suisei et divers moteurs. Un nouvel hydravion à coque, le H10H1, fut également développé, mais le programme fut interrompu en raison de priorités de guerre plus urgentes.  

## Moteurs d'avions
- Hiro Type 14 (en)
- Hiro Type 61
- Hiro Type 14 (en)
- Hiro Type 94 (en)

## Avions
- Hiro G2H (en) - bombardier à long rayon d'action
- Hiro H1H - hydravion biplan dérivé du Felixstowe F.5
- Hiro H2H - hydravion biplan dérivé du Supermarine Southampton II
- Hiro H3H (it) - un unique prototype d'hydravion
- Hiro H4H (en)  - hydravion
- Hiro H10H - projet non terminé
- Hiro R-3 - un unique prototype d'hydravion

## Sources
- (en) Robert Mikesh et Shorzoe Abe, Japanese aircraft 1910-1941, Annapolis, Md, Naval Institute Press, août 1990, 293 p. (ISBN 978-1-55750-563-7).